# Maria Borges
Maria Borges (sinh ngày 28 tháng 10 năm 1992) là một người mẫu Angola. Cô được vinh danh là người mẫu hàng đầu năm 2013 của Tạp chí Forbes Châu Phi. Cô là một người yêu thích Riccardo Tisci và gọi anh là "cha đỡ đầu".

## Cuộc sống ban đầu
Maria Borges sinh ra ở Luanda, Angola  và được anh chị em của cô nuôi dưỡng trong cuộc Nội chiến Anh.
Cô được phát hiện vào năm 2010 khi cô đứng thứ hai tại phiên bản Angolan của cuộc thi Elite Model Look.

## Sự nghiệp

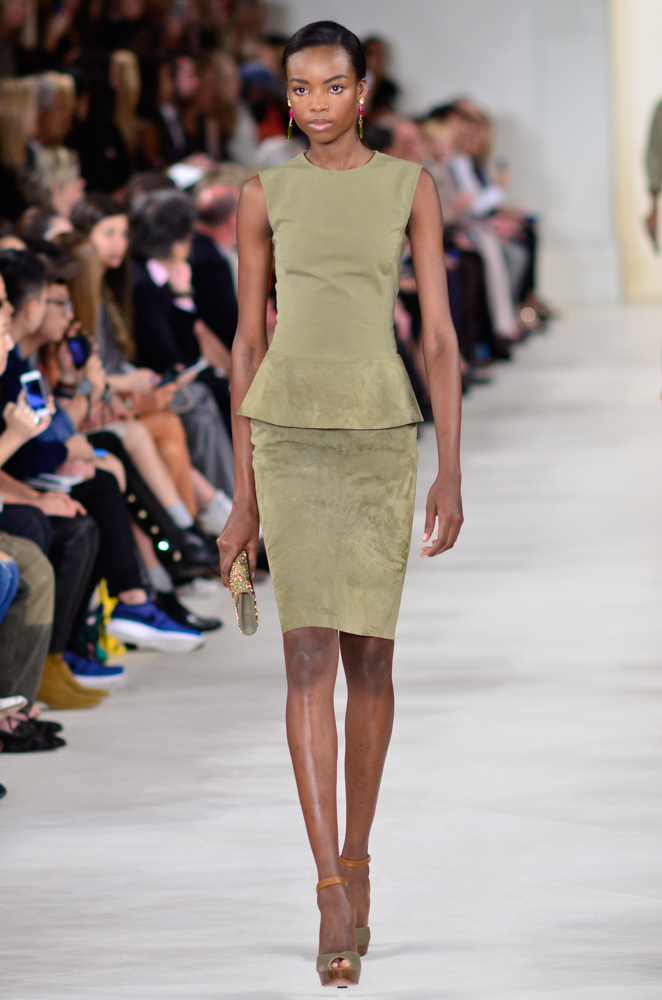
Maria Borges đi dạo trong show thời trang Xuân-Hè 2015 của Ralph Lauren

Năm 2012, cô ký hợp đồng với Cơ quan tối cao. Một tháng sau, cô ra mắt tuần lễ thời trang đầu tiên nơi cô đi bộ 17 đường băng. Đối với mùa thứ hai của mình, cô ấy là một độc quyền của Givenchy. Borges đã xuất hiện trong các bài xã luận cho tạp chí Vogue của Pháp, Ý, Anh, Tây Ban Nha, Đức và Bồ Đào Nha, Harper's Bazaar của Đức, Brazil Marie Claire, Numèro, V, W, iD và Interview.
Vào năm 2017, Maria Borges là người phụ nữ châu Phi đầu tiên xuất hiện trên trang bìa của phiên bản ELLE của Mỹ, 20 năm sau người mẫu người Sudan, Mitch Wek vào năm 1997.
Cô đã bước đi trên sàn diễn cho Anna Sui, Badgley Mischka, Balmain, Banana Republic, Blumarine, Carolina Herrera, Costello Tagliapietra, Custo Barcelona, Daks, Diane von Furstenberg, Dior, Dsquared2, Elie Saab, Emanuel Ungaro, Emporio Armani, Erdem, Ermanno Scervino, Gianfranco Ferre, Giorgio Armani, Givenchy, Jason Wu, Jean Paul Gaultier, Jeremy Scott, Jonathan Saunders, Kenzo, Loewe, Marc Jacobs, Marchesa, Margaret Howell, Matthew Williamson, Max Maxime Simoens, Missoni, Monique L'huillier, Moschino, Naeem Khan, Narciso Rodriguez, Oscar de la Renta, Philipp Plein, Posche thiết kế, Ports 1961, Prabal Gurung, Ralph Lauren, Ralph Rucci, Salvatore Ferragamo, Temperley, Tom Ford, Trussardi, Versace, Victoria's Secret, Vionnet, Wes Gordon và Zac Posen, và cùng những người khác.
Borges đã xuất hiện trong mọi buổi diễn thời trang Victora's Secret kể từ năm 2013.
Cô đã xuất hiện trong các chiến dịch cho Givenchy, Tommy Hilfiger, H & M, Bobbi Brown, C & A, L'Oréal, Mac Cosmetics, và Forever 21.